# بزرگترین قهرمانان
بزرگ‌ترین قهرمانان (دانمارکی: De største helte) یک فیلم درام دانمارکی به کارگردانی توماس وینتربرگ است که در سال ۱۹۹۶ منتشر شد.

## بازیگران
- توماس بو لارسن
- اولریش تامسن
- پاپریکا استین
- بیارنه هنریکسن
- ترینه دورهلم
- ایوا روز
- جوناس کارلسون
- هلا جوف